# 克羅諾基自然保護區
克羅諾基自然保護區（俄语：Кроноцкий заповедник）為俄羅斯遠東地區境內的自然保護區，位處堪察加半島海岸。此保護區於1934年設立，區域面積為10,990平方公里。克羅諾基湖坐落於此保護區境內，其涵蓋面積為246平方公里，為境內最大的湖泊。俄羅斯唯一的間歇泉谷坐落於此保護區境內，另外也有數座活火山與死火山。由於該地的火山與間歇泉在險峻的氣候環境下結合為一，因而有「冰與火的國度」（Land of Fire and Ice）之稱。
克羅諾基自然保護區主要只對科學家開放，每年來訪此保護區的旅客約有3,000人。進入自然保護區時需搭乘直升機前往，每次支付約700美元左右。此保護區屬於堪察加火山群的一部分。

## 生物
克羅諾基自然保護區內擁有超過750種植物。另外保護區內擁有800多隻棕熊，因此成為歐亞大陸最大的棕熊保護區。保護區內的熊隻經常會在有鮭魚的溪邊出沒。

## 間歇泉山谷

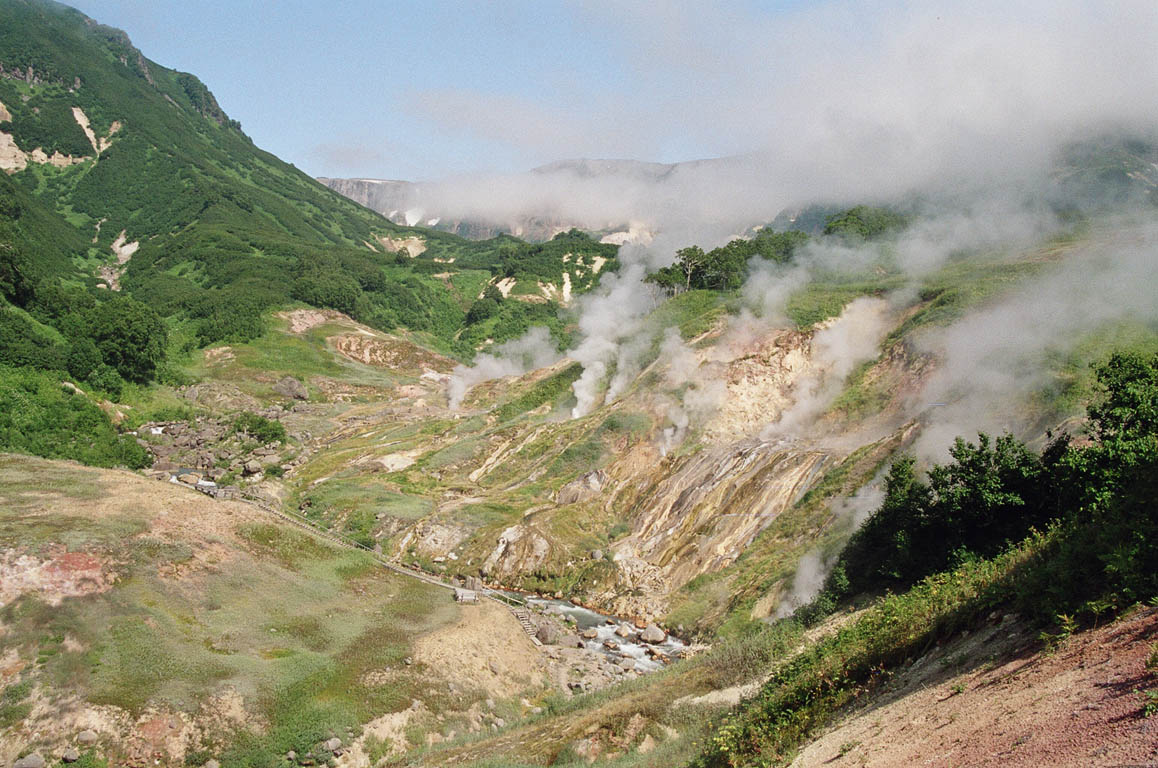
間歇泉山谷

間歇泉山谷（俄语：Долина гейзеров）為歐亞大陸中唯一的間歇泉場，也是世界上第二大的間歇泉集中地帶。此谷地坐落於俄羅斯遠東地區堪察加半島，谷地長6公里，境內約有90座間歇泉以及多座溫泉。
約40,000年前，谷地中的火山錐瓦解塌陷，形成了烏宗火山口。該地區內至少擁有500座地熱溫泉以及泥溫泉等。
韋利坎間歇泉（Velikan Geyser）為間歇泉山谷中的一座間歇泉，該間歇泉大概每六小時噴發一次，噴發時間長達一分鐘，噴出高度可達25公尺以上。大型間歇泉在間歇泉山谷的格伊澤爾納亞河流域（Geysernaya River Basin）中至少有20座，另有數十座小型間歇泉以及數百座溫泉。境內最大的間歇泉每年噴發一至兩次，每次噴出約60公噸的水。

## 外部連結
- Official site of Kronotsky Biosphere Zapovednik（页面存档备份，存于）—（俄文）
- Wild-russia.org: Kronotsky Biosphere Zapovednik（页面存档备份，存于）
- Natural World Heritage, Protected Parks Program: Kamchatka Peninsula, Russian Far East（页面存档备份，存于）